# Российско-американская комиссия по экономическому и технологическому сотрудничеству
Российско-американская комиссия по экономическому и технологическому сотрудничеству (англ. U.S.–Russian Joint Commission on Economic and Technological Cooperation), более известная как Комиссия Гор — Черномырдин (англ. Gore–Chernomyrdin Commission), а позже как Комиссия Гор — Кириенко (англ. Gore–Kiriyenko Commission) и Комиссия Гор — Примаков (англ. Gore–Primakov Commission), была создана в соответствии с Ванкуверской декларацией, принятой по итогам встречи президентов двух стран Бориса Ельцина и Билла Клинтона 3 – 4 апреля 1993 года, образованная под председательством российского премьера и американского вице-президента, которая занималась поддерживанием контактов в сферах деятельности, представляющих взаимный интерес, а точнее:
- энергетика и космос;
- конверсия оборонной промышленности;
- развитие предпринимательства;
- охрана окружающей среды;
- наука и техника;
- здравоохранение и сельское хозяйство.

Уточнение и расширение целей и задач были также утверждены далее на саммите в Москве. Комиссия декларировала общую приверженность демократии и правам человека, рыночной экономике и верховенству закона, а также поддержанию мира и стабильности.
С 1999 года персонализация в официальном названии Комиссии более не практиковалась, а после отставки Председателя Правительства Российской Федерации Сергея Степашина сессии Комиссии прекратились.

## Подведомственные организации
В состав Комиссии входили:
- Межправительственный российско-американский комитет по развитию делового сотрудничества;
- Совместная рабочая группа для разработки плана совместных действий по повышению безопасности в атомной энергетике;
- Комитет по космосу;
- Комитета по науке и технологиям;
- Рабочая группа по окружающей среде;
- Комитет по агробизнесу;
- Рабочая группа по сельскохозяйственному машиностроению;
- Форум по рынкам капиталов;
- Совместная комиссия по чрезвычайным ситуациям;
- Специальная рабочая группа по поощрению коммерческого сотрудничества между Дальним Востоком России и Западным побережьем США

и др.
Возглавлялись на уровне кабинета министров обеих стран.
Среди заслуг работы комитетов:
- в рамках программы «Шаттл-Мир», разработанной по инициативе Комитета по космосу, было осуществлено девять полётов кораблей «Спейс Шаттл» к станции «Мир», шесть американских астронавтов совершили длительный полёт на российской космической станции «Мир», четверо российских космонавтов летали в составе экипажей корабля «Спейс Шаттл»[4];
- на уровне специализирующихся комитетов были реализованы проекты двух первых соглашений о разделе продукции по проектам освоения нефтегазовых месторождений на Сахалине (Сахалин-1 и Сахалин-2);
- США и Россия договаривались о совместном строительстве Международной космической станции для дальнейшего совершенствования совместных исследований космических технологий. В число руководителей проекта входили администратор НАСА Даниэль Голдин и генеральный директор Российского космического агентства Юрий Коптев;
- запрет использования плутония в ядерном оружии;
- совершенствование систем автомобильных дорог (Джек Гиббонс — Борис Салтыков);
- реформы в области здравоохранения (Донна Шалейла — Эдуард Нечаев);
- помощь России в переходе от государственной экономики к частной (Андрей Шлейфер и Джонатан Хэй — Анатолий Чубайс)[5]

и пр.

## Сессии
I сессия — Вашингтон, США (сентябрь 1993 года).
II сессия — Москва, РФ (декабрь 1993 года).
III сессия — Вашингтон, США (июнь 1994 года).
IV сессия — Москва, РФ (декабрь 1994 года).
V сессия — Москва, РФ (июнь 1995 года).
VI сессия — Вашингтон, США (январь 1996 года).
VII сессия — Москва, РФ (июль 1996 года).
VIII сессия — Вашингтон, США (февраль 1997 года).
IX сессия — Москва, РФ (сентябрь 1997 года).
X сессия (июнь 1998 года). Первая сессия при участии Кириенко.
Вашингтон, США (июль 1998 года), совместная сессия Кириенко — Черномырдин — Гор.
После отставки Сергея Кириенко долгое время была не возобновлена работа Комиссии.
XI сессия должна была состояться в марте 1999 года в Вашингтоне, на неё был также приглашён и Виктор Черномырдин. Примаков прервал свой визит в США из-за начавшейся бомбардировки Югославии. Прошла работа только нефтяной группы Комиссии с участием Григория Берёзкина.
В июле 1999 года в Вашингтоне была проведена сессия Гор — Степашин, первый визит после событий в Косово.